# ستيفاني كابلان
ستيفاني كابلان (بالإنجليزية: Stephanie Kaplan)‏ هي مدونة أمريكية، ولدت في 5 ديسمبر 1988.